# Бистрији или тупљи човек бива кад...
Бистрији или тупљи човек бива кад… — єдиний студійний альбом югославського гурту «Шарло Акробата». Попри те, що альбом був добре прийнятий критиками, комерційного успіху йому досягти не вдалося. Через роки цей запис набув культового статусу.
У опитуванні про «найкращі 100 югославських поп і- рок-альбомів», яке проводилось 1998 року — цей запис посів 11-те місце.

## Композиції
Вся музика та лірика написана Шарло Акробата.
| #   | Назва                                         | Тривалість |
| --- | --------------------------------------------- | ---------- |
| 1.  | «Šarlo je nežan» (Чарлі - ніжний)             | 0:55       |
| 2.  | «Pazite na decu (I)» (Стежте за дітьми (I))   | 3:34       |
| 3.  | «Fenomen»                                     | 1:50       |
| 4.  | «Sad se jasno vidi» (Тепер ясно)              | 1:36       |
| 5.  | «Rano izjutra» (Рано арвнці)                  | 3:10       |
| 6.  | «Ljubavna priča» (Love Story)                 | 7:11       |
| 7.  | «Samo ponekad» (Тільки іноді)                 | 2:19       |
| 8.  | «Čovek» (Людина)                              | 2:43       |
| 9.  | «Bes» (Лють)                                  | 1:20       |
| 10. | «O, O, O...»                                  | 2:59       |
| 11. | «Problem»                                     | 4:31       |
| 12. | «Ja želim jako» (Я дуже хочу)                 | 1:47       |
| 13. | «Pazite na decu (II)» (Стежте за дітьми (II)) | 3:53       |

## Персоналії
- Мілан Младенович — гітара, вокал
- Душан Коїч — бас-гітара, вокал
- Іван Вдович — барабани, вокал

## Виноски
1. ↑  Antonić, Duško; Štrbac, Danilo (1998). YU 100: najbolji albumi jugoslovenske rok i pop muzike. Belgrade: YU Rock Press. с. 15.